# Флаг сельского поселения Хорошовское (Московская область)
Флаг муниципального образования «Сельского поселения Хорошовское» Коломенского муниципального района Московской области Российской Федерации — опознавательно-правовой знак, служащий официальным символом муниципального образования.
Флаг учреждён 19 декабря 2008 года и внесён в Государственный геральдический регистр Российской Федерации с присвоением регистрационного номера 4700.

## Описание
«Прямоугольное красное полотнище с отношением ширины к длине 2:3, с изображением фигур герба поселения: белого уширенного креста и поверх него голубого прямоугольника, несущего бело-жёлтое изображение коронованной капители от колонны».

## Обоснование символики
Флаг составлен на основе герба сельского поселения Хорошовское по правилам и соответствующим традициям вексиллологии и отражает исторические, культурные, социально-экономические, национальные и иные местные традиций.
Хорошовская земля богата культурными традициями и историческим наследием. Ещё в XIV веке благодаря проходившей здесь дороге, известной в древности как Владимирская или Переяславская, стали развиваться окрестные сёла и деревни.
Здесь же расположен старинный монастырь, привлекающий множество паломников со всех краёв России. Датой основания монастыря считается 1381 год. Существует предание о его основании: в ночь перед Куликовской битвой князья Дмитрий Донской и Дмитрий Боброк-Волынский дали обет: в случае победы выстроить в Коломне монастырь. Куликовская битва пришлась на Рождество Пресвятой Богородицы и в честь этого праздника год спустя, и был построен Бобренев монастырь.
На флаге изображение белого креста в красном поле многозначно:
— аллегорически символизирует древний монастырь, в котором на протяжении нескольких веков ежедневно возносятся молитвы о воинах павших на Куликовом поле;
— крест с расширяющимися концами традиционен для гербов Волынских князей и их потомков, и на флаге Хорошовского поселения он напоминает об основателе монастыря Дмитрии Боброк-Волынском.
Белый цвет (серебро) — символ чистоты, совершенства, мира и взаимопонимания.
Красный цвет — символ силы, мужества, достоинства, труда, красоты и праздника.
Капитель колонны, увенчанная короной, на голубом фоне указывает на принадлежность сельского поселения к территории Коломенского муниципального района, на флаге которого также изображена колонна, и подчёркивает общность интересов и историческое единство двух самостоятельных муниципальных образований. Колонна — символ опоры, стабильности и уверенности.
Жёлтый цвет (золото) — символ богатства, урожая, уважения и интеллекта.
Голубой цвет (лазурь) — символ благородства, чести, возвышенных устремлений и духовности.